# 九州親和控股
九州親和控股股份有限公司（株式会社 九州親和ホールディングス、きゅうしゅうしんわほーるでぃんぐす、Kyushu-Shinwa Holdings, Inc.
）是當時長崎縣佐世保市總部，親和銀行和原本九州銀行轉換股份成立金融控股公司形成的。而名稱為九州親和金融集團（Kyushu-Shinwa Financial Group、略称KSFG）。現在變成福岡金融集團股份有限公司，目前還在清盤中。

## 概要
原九州銀行和親和銀行旗下信用卡業務進行內部合併。
親和銀行的原總理大臣、海軍大臣的歴任米内光政海軍大將的親民而來的。
2006年10月13日，福岡銀行在記者招待會計劃參股形式發表演說。這參股形式和不良債務在2至3年後進行合方案。
2007年5月2日、福岡金融集團股份有限公司計劃進行內部合併。其後同年5月24日，原集團旗下親和銀行、親和信用卡出售給福岡金融集團股份有限公司，同年10月1日，本集團宣佈進行清盤。同年8月29日，本集團在股東特別大會通過清盤資產出售，也進入第三階段除牌。同年9月13日正式撤回上市。原九州親和控股的股票賠償給受影響的小股東，再沒有股東權利。10月1日，旗下所有業務全部出售，而這個金融集團也從此消失。

## 外部連結
- 福岡金融集團股份有限公司（原稱九州親和控股）（页面存档备份，存于）